# Paranerita irma
Paranerita irma là một loài bướm đêm thuộc phân họ Arctiinae, họ Erebidae.